# Tinker Juarez
David Juarez, conocido como Tinker Juarez (Los Ángeles, 4 de marzo de 1961), es un deportista estadounidense que compitió en ciclismo de montaña en la disciplina de campo a través. Ganó una medalla de plata en el Campeonato Mundial de Ciclismo de Montaña de 1994.

## Palmarés internacional
| Campeonato Mundial | Campeonato Mundial    | Campeonato Mundial | Campeonato Mundial |
| Año                | Lugar                 | Medalla            | Competición        |
| ------------------ | --------------------- | ------------------ | ------------------ |
| 1994               | Vail (Estados Unidos) | Medalla de plata   | Campo a través     |